# Томашовце (Римавска Собота)
Томашовце (слч. Tomášovce) насељено је мјесто са административним статусом сеоске општине (слч. obec) у округу Римавска Собота, у Банскобистричком крају, Словачка Република.

## Становништво
| Година:    | 1994. | 2004.   | 2014.   | 2024.    |
| ---------- | ----- | ------- | ------- | -------- |
| Број људи: | 221   | 199     | 204     | 248      |
| Разлика:   |       | -9,95 % | +2,51 % | +21,56 % |

| Година:    | 2023. | 2024.    |
| ---------- | ----- | -------- |
| Број људи: | 221   | 248      |
| Разлика:   |       | +12,21 % |

Према подацима о броју становника из 2011. године насеље је имало 187 становника.